# Diö
Diö is een plaats in de gemeente Älmhult in het landschap Småland en de provincie Kronobergs län in Zweden. De plaats heeft 901 inwoners (2005) en een oppervlakte van 156 hectare.

## Verkeer en vervoer
Bij de plaats loopt de Riksväg 23.
De plaats heeft ook een station op de spoorlijn Katrineholm - Malmö.
Älmhult · Diö · Liatorp · Eneryda · Delary · Häradsbäck · Hallaryd · Göteryd